# Modèle sociopsychologique du phénomène ovni

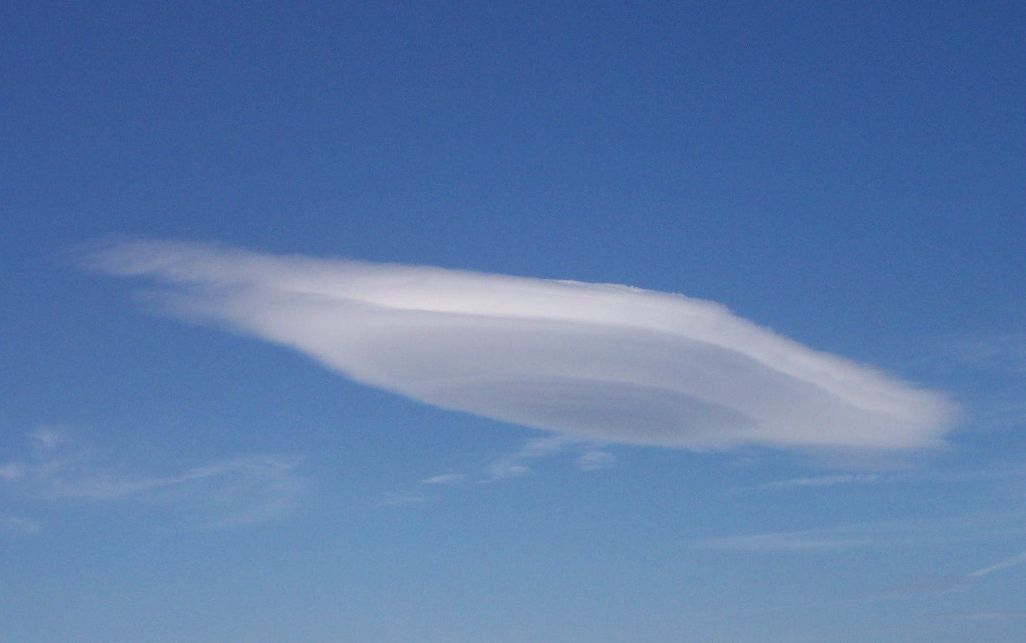
Altocumulus lenticularis : exemple d'un nuage qui pourrait entraîner une méprise.

Le modèle sociopsychologique du phénomène ovni est une thèse visant à expliquer la plupart des observations d'objet volant non identifié dans un cadre sociopsychologique, c'est-à-dire dans un milieu social dans lequel les individus peuvent s'influencer mutuellement (soit par communication directe, le bouche à oreille, soit par l'amplification qu'en donnent les médias directement implantés dans ce milieu).
La théorie qui consiste à chercher une explication dans ce modèle repose en partie sur le principe du rasoir d'Ockham, selon lequel l'explication la plus simple à un phénomène a priori inexplicable doit être privilégiée au détriment de thèses plus compliquées (particulièrement lorsqu'elles mettent en avant des éléments non prouvés comme des visites de la Terre par des extraterrestres). Cette hypothèse qui explique le phénomène ovni par des méprises, des erreurs d'interprétation, des hallucinations ou de faux souvenirs, reçoit le soutien d'une partie de la communauté scientifique.
L'influence de récits de science-fiction sur les allégations d'observations d'ovnis et d'enlèvements par des extraterrestres est également relevée par plusieurs auteurs.

## Origines
Michel Monnerie a fait connaître en France l'hypothèse sociopsychologique avec la publication en 1977 de son ouvrage Et si les ovnis n’existaient pas ?. Cette thèse a été popularisée en Grande-Bretagne par des auteurs comme David Clarke, éditeur du magazine Magonia, et des journalistes écrivant pour le magazine Fortean Times. Aux États-Unis, l'hypothèse sociopsychologique est défendue par une organisation de sceptiques, le Committee for Skeptical Inquiry.
Claude Maugé, professeur de mathématiques et de physique et journaliste de la revue Inforespace, a proposé d'utiliser, à la place de « modèle sociopsychologique du phénomène ovni », l'expression « théorie réductionniste composite du phénomène ovni »,,.

## Les mécanismes psychosociaux

### Phénomènes psychologiques

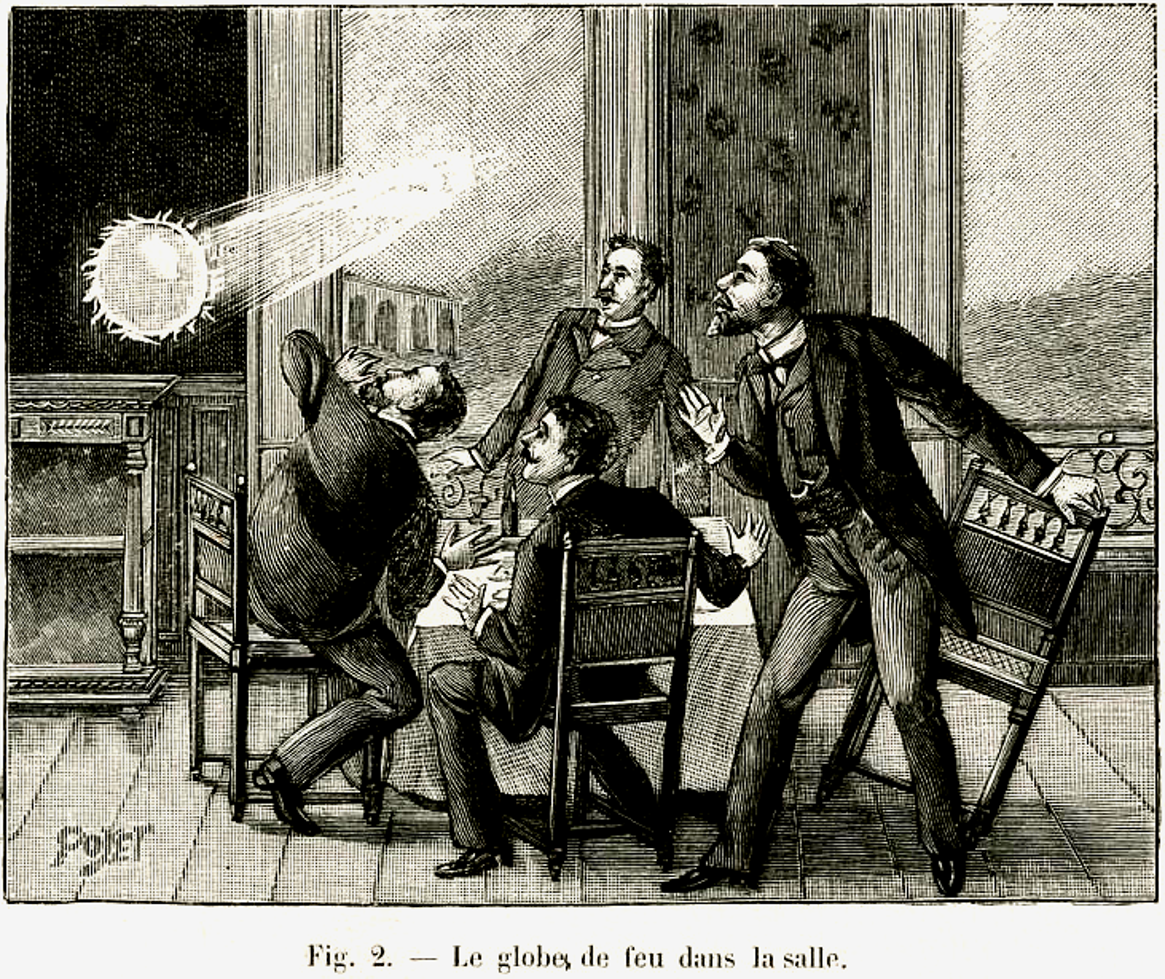
Gravure du XIXe siècle illustrant le phénomène de foudre en boule.

Des commissions américaines (le projet Grudge, le projet Livre Bleu ou le rapport Condon) concluent que la plupart des observations d'ovnis sont la conséquence d'une méprise, avec
- des objets volants de conception humaine (avion, ballon sonde, satellite artificiel, rentrée atmosphérique, etc.),
- ou des phénomènes astronomiques (comète, bolide, planète, comme la planète Vénus qui pourrait être confondue avec un objet artificiel, sa luminosité étant de magnitude -4, c'est-à-dire extrêmement brillante, d'autant que dans des conditions particulières, le scintillement d'une étoile peut également donner l'impression du mouvement),
- ou encore des phénomènes météorologiques (foudre en boule, altocumulus lenticularis, nuage qui pourrait être pris pour une soucoupe).

Selon certains auteurs, la perception est décrite comme une construction cognitive. Les hallucinations, les faux souvenirs voire certaines psychopathologies, comme dans l'« affaire Bidule » ou des troubles psychologiques ont été diagnostiqués chez les deux témoins,, en seraient des cas de figure. Selon cette approche, la psychologie du témoin d'un évènement étrange ou exceptionnel, comme la vision d'un OVNI, jouerait un rôle dans le contenu du témoignage, une hypothèse invoquée dans les cas d'enlèvements par les extraterrestres. Susan Clancy, psychologue, explique ceux-ci par une paralysie du sommeil combinée à un syndrome des faux souvenirs. Selon l'auteur Elaine Showalter, il pourrait s'agir d'une forme contemporaine d'hystérie (parmi d'autres telles que par exemple le trouble dissociatif de l'identité, le syndrome de fatigue chronique — une maladie neurologique — ou encore le syndrome de la guerre du golfe). Une recherche menée par le psychologue Nicholas Spanos et collaborateurs semble indiquer à l'inverse que les personnes déclarant avoir été enlevées par des extraterrestres ne souffriraient pas d'une psychopathologie.
Dans des expériences sous LSD, le psychiatre Stanislav Grof observe l'apparition de visions rappelant les ovnis, ainsi que des rencontres avec des êtres que le sujet qualifie d'"extra-terrestres".

### Phénomènes sociologiques
Le journaliste et ufologue sceptique américain Philip J. Klass a proposé une hypothèse générale pour les vagues de témoignages d'apparitions d'ovnis :
« Lorsque la couverture médiatique conduit le public à croire qu'il y a des ovnis dans les environs, il y a de nombreux objets naturels ou artificiels qui, particulièrement lorsqu'ils sont vus la nuit, peuvent prendre des caractéristiques inhabituelles dans l'esprit d'un observateur plein d'espoir. Leurs observations d'ovnis s'ajoutent en retour à l'excitation de masse, ce qui encourage encore plus de témoins à chercher à voir des ovnis. Cette situation se nourrit d'elle-même jusqu'à ce que les médias perdent leur intérêt pour le sujet, et alors le phénomène retombe. ».
Selon la psychologue Elisabeth Loftus, notre mémoire est changeante, influençable et il pourrait y avoir distorsion du témoignage en fonction des questions posées par un enquêteur,.

#### Le cas de Beert
En novembre 1973, cinq personnes déposèrent à la rédaction du journal belge néerlandophone De Standaard une photographie de ce qu'ils appelèrent le cas du siècle. Le journal publia la photo avec un article demandant s'il y avait des témoins. La rédaction fut assaillie de coups de fil de témoins qui jurèrent avoir vu exactement le même objet. Ce fut une mini-vague d'ovnis. Après quelques jours les cinq personnes reconnurent que le cliché était un faux. L'expérience montra qu'à partir d'un faux cas (ici un canular), on peut engendrer d'autres témoignages tout aussi faux par la simple contagion psychologique.
Les partisans de la thèse extraterrestre crièrent au scandale sans pouvoir invalider la justesse de la démonstration.

## Interprétations de cas selon le modèle

### 1942 et 1946: Bataille de Los Angeles et fusées fantômes
La bataille de Los Angeles au cours de laquelle la DCA a ouvert le feu en 1942 pendant une heure sur d'hypothétiques avions japonais est devenue une légende urbaine ufologique. Selon certaines explications officielles, les éclats de tirs dans le ciel eux-mêmes ont pu être pris par les témoins pour des aéronefs. À la suite de quoi, des équipages militaires aériens ont commencé à déclarer des Chasseurs fantômes, décrit comme des sphères colorées.

### 1947: Kenneth Arnold
Selon certaines sources, l'observation de Kenneth Arnold, à l'origine du phénomène ovni, pourrait être interprétée comme une méprise avec un vol de pélicans blancs américains.
Arnold déclare avoir observé un objet en forme de boomerang (ainsi que huit autres objets formés d'un demi-cercle et d'un triangle), et pas en forme de soucoupe. Par contre, il aurait décrit aux journalistes le mouvement de ces objets comme similaire à ceux de soucoupes qu'on lancerait sur l'eau (un déplacement par ricochets). Le journaliste s'est trompé dans son article et a dit que les objets avaient des formes de soucoupe, ce qui donna le terme de soucoupes volantes.
Dans les semaines qui suivirent, des dizaines de témoins se manifestèrent pour dire qu'ils avaient vu des « soucoupes volantes », décrivant non pas la forme observée par Arnold mais celle véhiculée par la presse. Ce cas est présenté par des sceptiques comme un cas probant de suggestion par les médias, et de leur influence sur les témoignages fortéens en général, ou d'ovni en particulier.

### 1947: Roswell

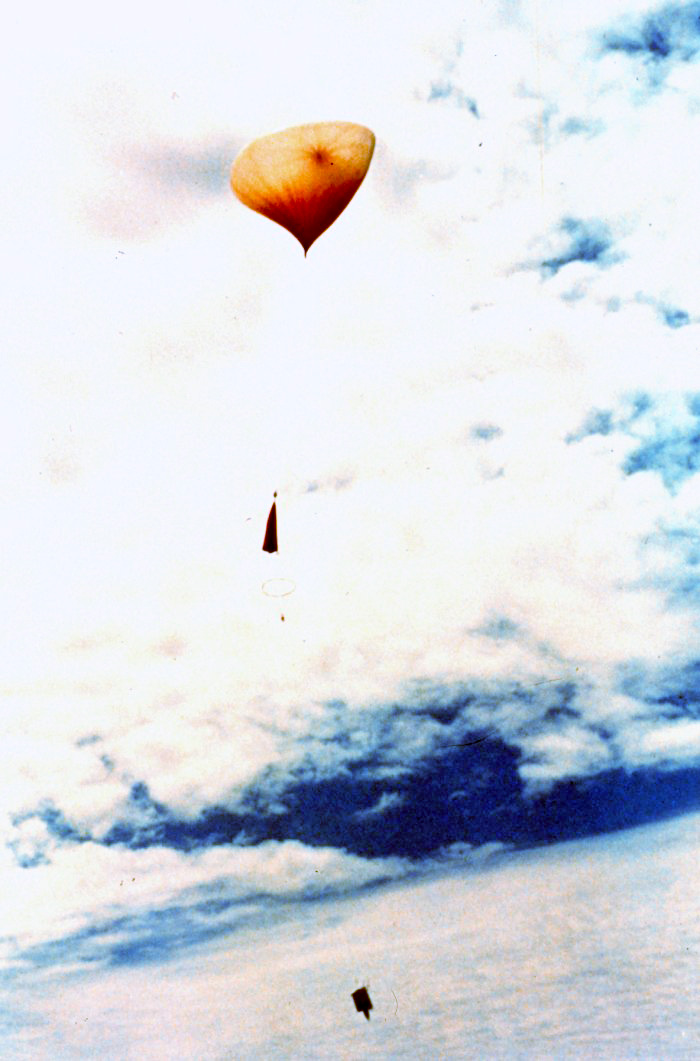
Un ballon sonde

L'Incident de Roswell a été officiellement expliqué par les autorités comme le crash d'un ballon Mogul. Différents enquêteurs sceptiques sont arrivées à la même conclusion après leurs propres enquêtes indépendantes : Philip J. Klass et Kal K. Korff, pour ne citer que les deux plus célèbres d'entre eux. Le projet Mogul était un projet top secret qui, au début de la guerre froide, consistait à envoyer des ballons-sondes dans la haute atmosphère afin d'espionner l'URSS pour surveiller d'éventuels tests nucléaires.
Un lancement de ballon Mogul a été réalisé peu avant le crash allégué de Roswell. Les débris sur la photo de presse où les militaires montrent les restes de la « soucoupe » correspondent aux débris d'un ballon-sonde du Projet Mogul.
Dans les années cinquante, l'Air Force déclare avoir procédé à des parachutages en haute altitude de mannequins anthropomorphes, pour tester d'éventuelles éjections de pilotes. Selon le second rapport de l'Air Force intitulé "The Roswell Report : Case Closed", ce sont ces mannequins qui auraient été vus au sol par des témoins qui, des années plus tard, ont rattaché ces événements à ceux de Roswell et parlé alors de « cadavres d'extraterrestres ». Le rapport explique ce phénomène par la compression temporelle, tentative de reconstituer l'ordre chronologique des faits longtemps après qu'ils sont survenus.
Le magazine américain Omni relate le cas d'une infirmière qui a prétendu avoir été témoin de l'autopsie des extraterrestres. Selon certaines sources, cette infirmière se révèlerait n'avoir jamais existé.
Des capsules de sondes spatiales martiennes lancées dans les années 1966-1967 et 1972 depuis Roswell Army Air Field avaient une forme de soucoupe et eurent lieu dans la région de l'incident de Roswell. L'U.S.Air Force rappelle que les souvenirs de découverte de cadavres d'extraterrestres datent de la fin des années 1970 et émet l'hypothèse que ces lancements de sondes aient pu jouer un rôle dans certains « témoignages distordus ».

### 1955: Kelly-Hopkinsville
La rencontre de Kelly-Hopkinsville décrit la terreur ressentie par l'ensemble de la famille Sutton qui s'apparente à une hystérie collective. Renaut Leclet, du CNEGU explique la rencontre de Kelly-Hopkinsville par une méprise avec des rapaces nocturnes.

### 1961: Betty & Barney Hill
Le prétendu enlèvement par des extraterrestres de Betty et Barney Hill s'explique par des faux souvenirs générés par hypnose régressive.

### 1969: Jimmy Carter
Jimmy Carter, président des États-Unis, aurait observé un OVNI en 1969 et rempli un formulaire, destiné au Bureau international des OVNI situé à Oklahoma City à la suite d'une demande de cette organisation. L'observation de Jimmy Carter a été par la suite démystifiée par le sceptique Robert Sheaffer, membre du Committee for Skeptical Inquiry : il s'agirait d'une méprise avec Vénus entourée d'un halo. L'objet observé par Carter correspondrait à la position de Vénus dans le ciel. Robert Sheaffer explique même que si ce n'était pas Vénus, l'objet devait se trouver juste devant la planète.
Une rumeur dit que lors de sa campagne présidentielle, Carter aurait promis de faire éclater la vérité sur tout témoignage que l'on tenterait de cacher concernant les ovnis. Lors d'une interview accordée en 2007 au podcast Skeptics' Guide to the Universe il a affirmé qu'il n'y avait aucun fondement à cette rumeur.
De plus, contrairement à ce que certains ufologues ont affirmé, il n'a jamais demandé à George H. W. Bush, alors directeur de la CIA, d'avoir accès aux dossiers de la CIA concernant les ovnis. Toujours dans cette interview, il affirme ne pas croire que sa vision d'ovni soit due à des visiteurs d'origine extraterrestre et il affirme clairement ne pas croire que des extraterrestres visitent notre planète à l'heure actuelle. Il explique de plus que pour lui le sujet ovni n'est pas très important, qu'il a rempli sans vraiment y penser le formulaire du Bureau international des ovnis, probablement à la suite de la suggestion d'un de ses fils, alors adolescent.

### 1969: Buzz Aldrin
Les médias ont propagé l'idée que Buzz Aldrin aurait observé un ovni durant la mission Apollo 11, sur la base d'une interview qu'il a accordée à l'époque. Buzz Aldrin a par la suite précisé à Science Channel en 2006 que l'idée qu'il aurait vu un ovni provient du montage de son interview. En effet, la partie où il explique ce qu'il a vu a été coupée : la conclusion de Buzz Aldrin et de l'équipage d'Apollo 11 a été que ce qu'ils observaient était un des panneaux issus de la séparation d'un étage supérieur du lanceur.

### 1981: L'affaire de Trans-en-Provence
Le traumatisme des plantes écrasées par l'atterrissage d'une soucoupe peut avoir des causes diverses et non nécessairement « anormales ». Le modèle sociopsychologique explique les traces au sol par un ripage de pneu, peut-être dû à une bétonnière (ou à un autre véhicule), utilisée dans les travaux de maçonnerie qui ont eu lieu à cette époque.

### 1987: Lecas de Nort-sur-Erdre
Ce cas a été expliqué par la combinaison de deux sons, dont l'un était un radar transhorizon, plus communément appelé "moulinette à caviar".

### 1989-1991: LaVague Belge
Deux gendarmes de la brigade d'Eupen roulent sur la N68. À 17 h 20, ils prétendent que le pré est éclairé comme le serait un stade de football. Au-dessus de ce pré, ils déclarent voir à une altitude de ± 120 mètres une grande plate-forme en forme de triangle isocèle à large base (entre 30 et 35 mètres) dont la face inférieure est dotée de "trois énormes phares". Au centre de la face ventrale, une sorte de gyrophare rouge clignote. Enfin, ils déclarent que l'objet se serait déplacé lentement (à une vitesse estimée à 50 km/h), parallèlement à la route pour pivoter brusquement sur place et repartir dans la direction opposée, vers Eupen, toujours en longeant la N68.
Les médias locaux feront un très large écho à cette apparition. Il n'y eut aucun autre témoin, sur une route à grande fréquentation, et aucun automobiliste ne s'est arrêté. Selon le modèle sociopsychologique, le tapage médiatique explique la vague. Celle-ci serait une panique engendrée par les médias,.
Les photographies, ainsi que les vidéos amateurs, prises de ces objets ne permettent pas de reconnaître l'éventuel objet (feux en triangle pouvant très bien être ceux d'un avion de ligne). Par ailleurs, des F-16 de l'Air Force Belge avaient tenté d'intercepter le prétendu objet, mais sans y parvenir, les pilotes constatant que leur cible affichait des vitesses allant de 418 km/h à 4.800 km/h (hors de portée du F-117A)  alternant avec des phases fixes de sur-place comme on n'en connait pas dans l'aviation du vingtième siècle. Mais des études ont montré qu'un écho radar fixe pouvait très bien s'expliquer par une défectuosité du radar, laissant entrevoir que les vitesses considérables pouvaient avoir la même cause.

### 2004: Campeche

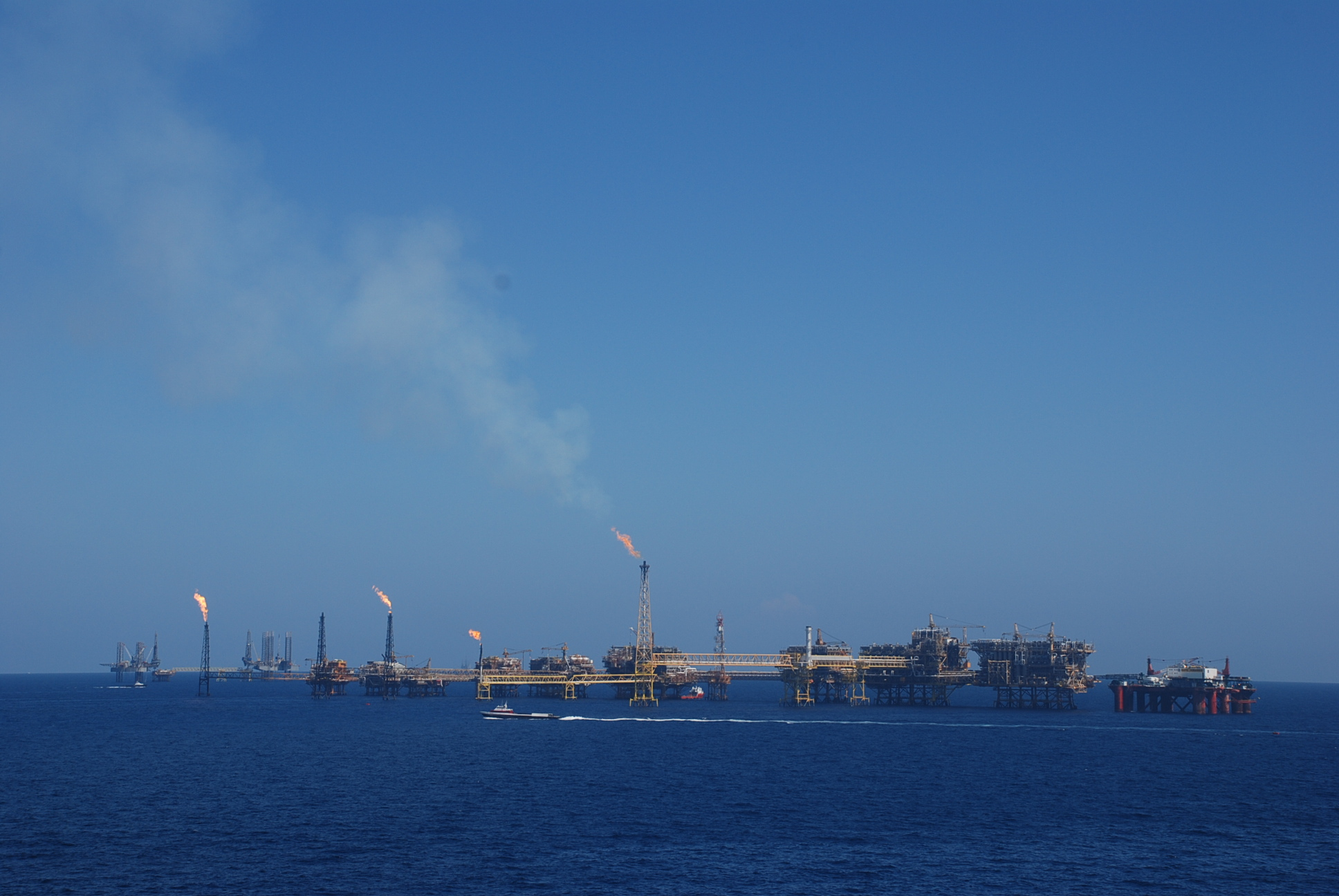
Les torchères près de la baie de Campeche supposées être à l'origine d'une méprise d'un pilote d'avion militaire mexicain

L'observation de Campeche, au Mexique est l'observation par une caméra infrarouge d'un avion de l'Armée de l'Air mexicaine de 11 OVNI dans l'espace aérien mexicain.
Une explication donnée par Robert Sheaffer est que la caméra infrarouge a filmé des torchères des puits de pétrole (détectables à très grande distance par une caméra infrarouge à cause de la chaleur que dégagent les torchères). Selon Robert Sheaffer, le radar militaire de la cité de Carmen n'a pour sa part rien enregistré. Le Capitaine Alejandro Franz a réalisé un vol de reconstitution afin de vérifier l'hypothèse des puits de pétrole, en suivant la trajectoire de vol de l'avion militaire et en filmant dans la même direction. Selon lui, le résultat confirme l'hypothèse des puits de pétrole. Le vol de reconstitution a été documenté par National Geographic.

## Influence des récits de science-fiction

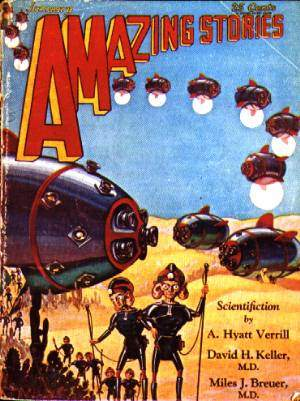
Le magazine de 1930, Amazing stories, représentant des extraterrestres et leurs vaisseaux spatiaux

Un rapprochement a été fait entre des témoignages et certains scénarios de science-fiction,. Pour Bertrand Méheust,, un même phénomène culturel ou folklorique pousse l'homme à raconter les mêmes histoires à travers la science-fiction et la bande dessinée d'une part, à travers les récits de soucoupes volantes et d'enlèvements d'autre part. Pour Michel Meurger au contraire, les récits d'ovnis ne sont qu'une transposition des récits de science-fiction et une manière de leur donner vie. Il s'agirait alors d'une continuité de la pensée grecque qui a ouvert la porte à la croyance en ses propres mythes.

### L'analyse de Bertrand Méheust
Dans Science-fiction et soucoupes volantes, Bertrand Méheust montre que les récits de soucoupes se trouvaient déjà dans la science-fiction d'avant-guerre : nain à grosse tête, rayons paralysants, engins en forme de soucoupes. Ces types de représentation n'étaient pourtant pas si courant que cela, avant 1940 et même après, les extra-terrestres étant alors présentés sous l'apparence d'individus de type surhumain aux formes physiques exagérées, du genre Brick Bradford, peuplant des mondes habités par une faune humanoïde dont la représentation est inspirée par les récits de chevalerie, mais adaptés à un univers technologique (le Moyen Âge européen étant très prisé par les Américains, grands maîtres de la S.F. d'avant guerre). On trouve de tels personnages très grands et exagérément musclés dans la bande dessinée intitulée Le Rayon U. Selon le type de récit, on voit aussi des monstres en tous genres parmi lesquels des pieuvres inspirées par la description par H.G. Wells des Martiens de sa Guerre des Mondes, avec de grosses têtes il est vrai, mais dépourvues de corps et munies de filaments tentaculaires.
Bertrand Méheust explique les pannes de voiture par comparaison avec l'arrêt des charrettes dans le folklore. Pour Eric Maillot, le bon sens nous dit que le conducteur de la voiture, apeuré par un événement qu'il n'identifie pas (stimulus réel mais mal interprété), arrête spontanément sa voiture sans en garder le souvenir. Mais, pour les partisans pro-HET, la panne serait due à un rayonnement émanant d'un engin extraterrestre.

### L'analyse de Michel Meurger
Michel Meurger présente les récits de personnes déclarant avoir été enlevées par des extraterrestres comme de simples reproductions de récits de science-fiction antérieurs. Il voit des similitudes entre scénarios de science-fiction et récits de témoins d'ovnis. Il cite pour exemple le récit paru dans Science Wonder Stories,, dans lequel un petit homme macrocéphale se fait abattre par un garde à la Maison-Blanche, puis autopsier en grand secret. L'autopsie révèle, dans ce récit fictionnesque, un cerveau hypertrophié, une mâchoire inférieure réduite et un être quasiment asexué. L'analogie avec l'autopsie du prétendu extraterrestre de Roswell est évidente selon Meurger. L'extraterrestre disséqué par des humains représente l'inversion d'un fantasme présent dans les récits ufologiques d'enlèvements, qui ne sont qu'une continuation du mythe, présent au XIXe siècle, des « chirurgiens criminels » ou « docteurs de la nuit ». À cette époque, les noirs américains, habitant des cités surpeuplées, ont représenté leurs angoisses par un nouvel imaginaire lié à la science.
Michel Meurger mentionne aussi un thème parallèle, celui du chirurgien pratiquant des expériences sur les animaux pour les humaniser grossièrement dans L'Île du docteur Moreau de Herbert George Wells.